# Coussapoa manuensis
Coussapoa manuensis är en nässelväxtart som beskrevs av C.C. Berg. Coussapoa manuensis ingår i släktet Coussapoa och familjen nässelväxter. Inga underarter finns listade i Catalogue of Life.